# Filenis de Samos
Filenis de Samos (llatí Philaenis, en grec, Φιλαινίς) va ser aparentment una cortesana i escriptora grega dels segles IV i III d'abans de l'Era Comuna.
És considerat l'autora d'un manual sobre el festeig i el sexe. El poeta Escrió de Samos va negar que la seva compatriota Filenis fóra realment l'autora d'aquesta obra notable. Breus fragments del manual, incloent-hi les paraules d'introducció, s'han tornat a descobrir entre els Papirs d'Oxirrinc (P.Oxy. 2891). Comença tal com:
| « | Filenis de Samos, filla d'Ocymenes, va escriure el següent per a aquells que vulguen ... vida ... Adaptat de la traducció en el catàleg en línia Oxyrhynchus: A City and its Texts (vegeu sota) | » |

Filenis comença en explicar com fer els primers passos, com utilitzar l'afalac o donar petons, en un estil senzil, molt pràctic. És un tipus d'obra tècnica molt corrent a aquesta època. Es creu que el llibre tractava les arts sexuals de forma sistemàtica, incloent-hi la descripció de posicions sexuals, afrodisíacs, abortius, i cosmètics. El redescobriment demostra que una tradició real de manuals tècnics va servir de base al més literari Ars Amatoria escrit en versos llatins per Ovidi en el tardà segle I aEC.

## Música
El compositor polonès Roman Statkowski va escriure una òpera amb aquest nom Philaenis.